# Adam Hedinger
Adam Hedinger (ur. 10 maja 1917 w Poznaniu, zm. 13–14 kwietnia 1940 w Katyniu) – polski żołnierz, podporucznik Wojska Polskiego. Ofiara zbrodni katyńskiej. 

## Życiorys

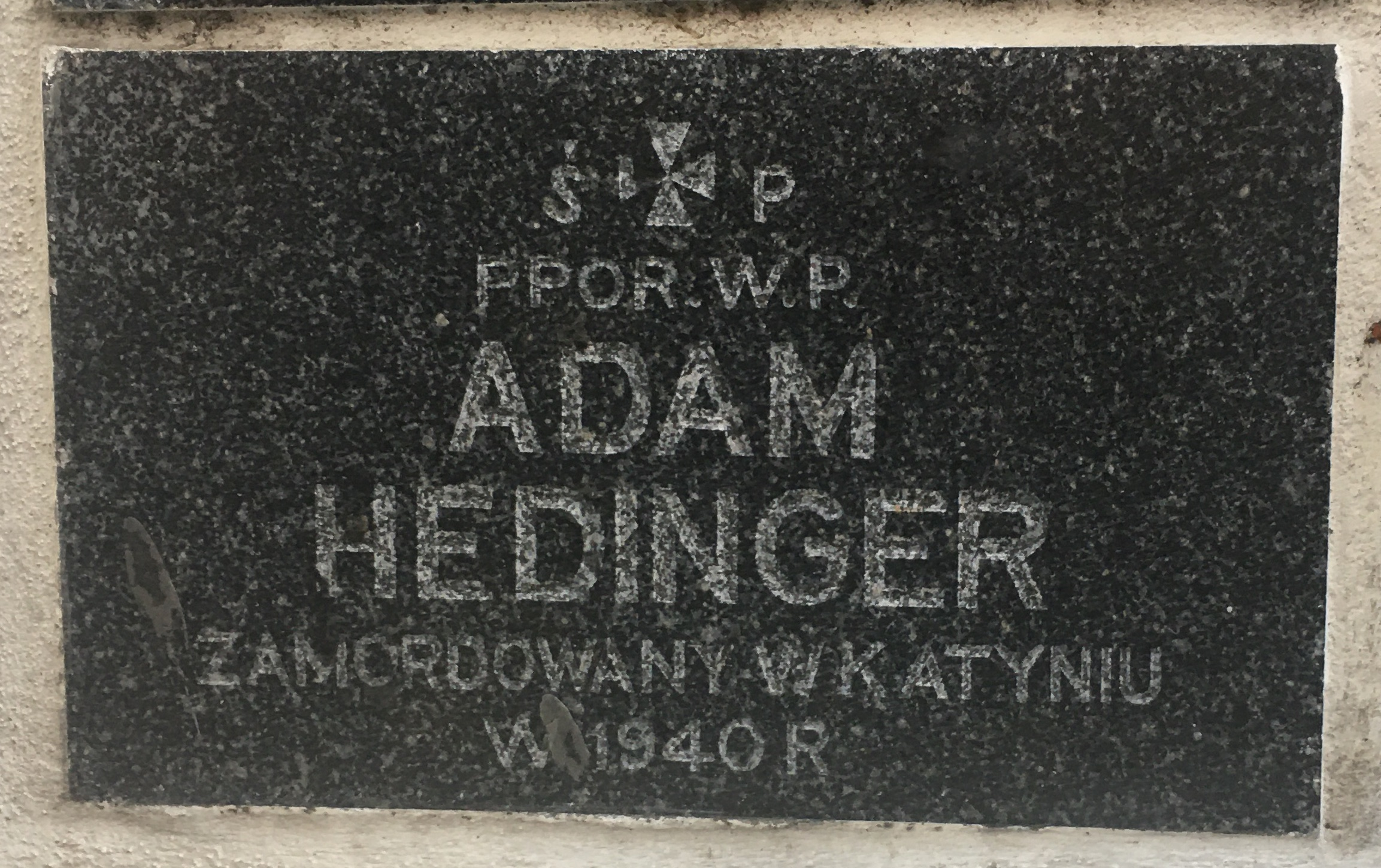
Adam Hedinger – tabliczka epitafijna, kościół św. Karola Boromeusza, Cmentarz Powązkowski, Warszawa

Urodził się 10 maja 1917 w Poznaniu jako syn Władysława i Anny z domu Szyfter. 
W 1938 ukończył Szkołę Podchorążych Piechoty w Ostrowi Mazowieckiej. W tym samym roku został mianowany podporucznikiem i przydzielono go do 78. Pułku Piechoty. Był jeńcem obozu NKWD w Kozielsku. Został zamordowany przez rozstrzelanie 13 lub 14 kwietnia 1940 roku i pochowany w Katyniu (lista wywózkowa numer 025/2 z 9 kwietnia 1940 roku).
Pośmiertnie został awansowany na stopień porucznika w wyniku postanowienia Prezydenta Rzeczypospolitej Polskiej Lecha Kaczyńskiego z dnia 5 października 2007.